# Whitney (Band)
Whitney ist eine US-amerikanische Band aus Chicago. Die Band wurde kurz nach der Auflösung der Band Smith Westerns Ende 2014 von den Mitgliedern Max Kakacek und Julien Ehrlich gegründet. Sie veröffentlichten ihr Debütalbum Light Upon the Lake im Juni 2016 und tourten daurfhin international. 2019 erschien das Album Forever Turned Around. 2020 folgte das dritte Album Candid.
Der Stil der beiden Musiker wird geprägt von hohen Falsett-Gesängen, melancholischen Texten und ist dem Softrock und Indie-Folk zuzuordnen. Von Musikrezensenten wurden die beiden oft mit Bon Iver verglichen.

## Diskografie
Alben
- 2016: Light Upon the Lake (Secretly Canadian)
- 2017: Light Upon the Lake: Demo Recordings (Secretly Canadian)
- 2019: Forever Turned Around (Secretly Canadian)
- 2020: Candid (Secretly Canadian)